# Salsola chellalensis
Salsola chellalensis är en amarantväxtart som beskrevs av Christian Gottfried Ehrenberg och Pierre Edmond Boissier. Salsola chellalensis ingår i släktet sodaörter, och familjen amarantväxter. Inga underarter finns listade i Catalogue of Life.